# Erythropodium salomonense
Erythropodium salomonense is een zachte koraalsoort uit de familie Anthothelidae. De koraalsoort komt uit het geslacht Erythropodium. Erythropodium salomonense werd in 1910 voor het eerst wetenschappelijk beschreven door Thomson & Mackinnon. 